# John Logie Baird
John Logie Baird (Helensburgh, 13 agosto 1888 – Bexhill-on-Sea, 14 giugno 1946) è stato un inventore britannico, pioniere della televisione.

## L'invenzione della televisione
Dopo la prima guerra mondiale, più precisamente il 2 ottobre 1925, invia a distanza un'immagine televisiva vera e propria formata da 28 linee. Come soggetto si offre il suo fattorino William Taynton, che diviene quindi il primo uomo della storia a comparire in televisione.
La televisione di Baird era costituita da un sistema di scansione meccanico: un disco di Nipkow girava davanti agli elementi sensibili di selenio, e istante dopo istante si otteneva un valore elettrico corrispondente alla luminosità di un punto dell'immagine, riga dopo riga. Il principio è insomma esattamente quello che viene usato ancor oggi, ma con un sistema di scansione elettronica. 
Il visore era costituito da un altro disco di Nipkow, che girava davanti ad una lampada al neon comandata dal segnale modulato a seconda della luminosità dei punti letti istante dopo istante: in pratica, si comandava la corrente di scarica del neon. I dischi dei due apparecchi (lo "scanner" e il visore) erano naturalmente sincronizzati. La televisione elettronica si impernia sul tubo catodico, né più né meno di come quella a scansione meccanica si fonda sul disco di Nipkow.
Morì a 57 anni a causa di un ictus.